# فورت گینس (جورجیا)
فورت گینس، جورجیا (به انگلیسی: Fort Gaines, Georgia) یک شهر در ایالات متحده آمریکا با جمعیت ۱٬۱۱۰ نفر است که در جورجیا واقع شده‌است.

## موقعیت جغرافیایی
موقعیت جغرافیایی شهرها و مناطق اطراف به شرح زیر است: